# Liste der Landschaftsschutzgebiete im Landkreis Wittmund
Die Liste der Landschaftsschutzgebiete im Landkreis Wittmund enthält die Landschaftsschutzgebiete des Landkreises Wittmund in Niedersachsen.
| Bild | Nummer        | Bezeichnung des Gebietes                                       | Fläche in Hektar | WDPA-ID   | Koordinaten | Datum der Verordnung |
| ---- | ------------- | -------------------------------------------------------------- | ---------------- | --------- | ----------- | -------------------- |
|      | LSG WTM 00004 | Wall in Uttel                                                  | 0,60             | 325631    | Position    | 1941                 |
|      | LSG WTM 00007 | Feldgehölz in Ardorf                                           | 1,00             | 320771    | Position    | 1941                 |
|      | LSG WTM 00008 | Feldgehölz in Ardorf                                           | 1,60             | 320770    | Position    | 1941                 |
|      | LSG WTM 00009 | Feldgehölz in Ardorf                                           | 0,90             | 320769    | Position    | 1941                 |
|      | LSG WTM 00010 | Feldgehölz in Ardorf                                           | 3,10             | 320768    | Position    | 1941                 |
|      | LSG WTM 00011 | Unbenutzter Weg in Leerhafe                                    | 0,64             | 325298    | Position    | 1941                 |
|      | LSG WTM 00014 | Stroot                                                         | 20,40            | 324890    | Position    | 1965                 |
|      | LSG WTM 00015 | Landschaftsteile im Bereich der Gemeinde Leerhafe (Eichenwald) | 0,60             | 322467    | Position    | 1947                 |
|      | LSG WTM 00016 | Gehölz beim Hause des Bauern Lüke Goldenstein in Lüdstede      | 0,50             | 321025    | Position    | 1955                 |
|      | LSG WTM 00017 | Feldgehölz „Bült“                                              | 12,00            | 320766    | Position    | 1957                 |
|      | LSG WTM 00018 | Benser Tief                                                    | 1500,00          | 319864    | Position    | 1980                 |
|      | LSG WTM 00019 | Leegmoor                                                       | 280,00           | 322551    | Position    | 1977                 |
|      | LSG WTM 00020 | Restmoorflächen in Wiesedermeer                                |                  |           | Position    |                      |
|      | LSG WTM 00023 | Mahnmal Upschlott                                              | 106,20           | 322879    | Position    | 1960                 |
|      | LSG WTM 00024 | Berumerfehner - Meerhusener Moor                               | 406,00           | 319907    | Position    | 1973                 |
|      | LSG WTM 00025 | Ostfriesische Seemarsch zwischen Norden und Esens              | 2555,00          | 555513815 | Position    | 2010                 |